# ジャビット・バイラミ
ジャビット・バイラミ（Xhavit Bajrami、1975年10月30日 - ）は、コソボ出身で現スイス国籍の男性空手家、キックボクサー。民族的にはアルバニア人である。元ISKAムエタイ世界スーパーヘビー級王者。

## 来歴
1975年10月30日に、当時ユーゴスラビアの一部であったコソボに生まれ、格闘技を始める際にスイスに移住した。
1998年のK-1スイス大会でプロデビュー。
1999年6月20日、K-1 BRAVES '98に参戦。1回戦でシニサ・アンドリヤセビッチに3R2分32秒TKO勝ち。準決勝でミルコ・クロコップに延長R判定勝ち。決勝でロイド・ヴァン・ダムに延長R判定勝ちし優勝。
1999年10月3日、K-1 GRAND PRIX '99 開幕戦でアーネスト・ホーストに5R判定0-3負け。
2000年9月1日、K-1 WORLD GP ヨーロッパ&ロシア地区C予選に参戦。1回戦でピーター・ハモシ、準決勝でマーク・ディウィットを下すも決勝戦でユルゲン・クルトに3RKO負けし準優勝となった。
2001年7月20日、K-1 WORLD GP 2001 in 名古屋のスーパーファイトで参戦。サミール・ベナゾーズに延長1R判定勝ち。
2002年4月13日、K-1 WORLD GP 2002 クロアチア大会に参戦。1回戦でドラガン・ヨバノビッチに3RTKO勝ち。準決勝でシニサ・プルヤックに3R2-0判定勝ちするも、決勝でピーター・マエストロビッチに2R2:45KO負けし準優勝となった。
2003年5月30日、K-1 WORLD GP 2003 in BASELに参戦。1回戦で ユルゲン・クルトに延長判定2-1で勝利するも、続く準決勝でジェレル・ヴェネチアンに延長判定0-3で敗れた。
2004年3月27日、K-1 WORLD GP 2004 in SAITAMAに参戦。負傷欠場したレミー・ボンヤスキーの代打で出場し、アーネスト・ホーストと対戦。判定0-3で敗退。
2004年6月6日、K-1 WORLD GP 2004 in NAGOYAに参戦。健康診断の結果欠場したマービン・イーストマンの代打で出場し、マーティン・ホルムとワンマッチで対戦し、判定3-0で勝利。
2006年5月26日、スイスの大会でポール・スロウィンスキーと対戦し、判定負け。
2006年10月14日、African Bomba-Yaa（K-1南アフリカ大会）に参戦。ティメロ・マピュータと対戦しKO勝ち。
2006年11月11日、XPLOSIONマカオ大会に参戦。ポール・スロウィンスキーに判定負け。
2009年2月6日、K-1のモバイルサイトのコーナーで谷川貞治イベントプロデューサーから「海外で時々試合をしているみたいですが、もう少し実績を積んでほしいです。」との発言が出る。
2009年11月28日、K-1のモバイルサイトのコーナーで谷川貞治イベントプロデューサーからバイラミのISKA王座防衛などの質問の返答で「うん、知ってますよ。彼は本格派だからね。よし、来年出そう！」という発言が出ており、2010年4月3日のタイロン・スポーンの選手紹介映像の中で姿が確認され将来何らかの形でK-1の試合に出場すると思われていた。
そして、遂に2011年10月26日のK-1 WORLD GP 2011 in Nanjingに出場が決定したが、大会自体が開催されなくなったため、参戦できなかった。
2012年にISKAムエタイ世界スーパーヘビー級王座を賭けてスイスで恩田剛徳と対戦し勝利を収めた。

## 戦績
| キックボクシング 戦績 | キックボクシング 戦績 | キックボクシング 戦績 | キックボクシング 戦績 | キックボクシング 戦績 | キックボクシング 戦績 | キックボクシング 戦績 |
| --------------------- | --------------------- | --------------------- | --------------------- | --------------------- | --------------------- | --------------------- |
| 36 試合               | (T)KO                 | 判定                  | その他                | 引き分け              | 無効試合              |                       |
| 21 勝                 | 10                    |                       |                       | 1                     | 0                     |                       |
| 13 敗                 |                       |                       |                       | 1                     | 0                     |                       |

| 勝敗 | 対戦相手                       | 試合結果                         | 大会名                                                                 | 開催年月日     |
| ○    | 恩田剛徳                       | 4R KO(左ハイキック)              | スイス 【ISKAムエタイ世界スーパーヘビー級タイトルマッチ】              | 2012年6月2日   |
| ○    | シング・心・ジャディブ         | 5R終了 判定3-0                   | K-1 MAX Switzerland 【ISKAムエタイ世界スーパーヘビー級タイトルマッチ】 | 2011年7月2日   |
| ○    | ダウィッド・トロイカ           | 3R KO(右ローキック)              | スイス 【WKN世界スーパーヘビー級タイトルマッチ】                       | 2008年10月     |
| △    | フレディ・ケマイヨ             | 5R終了 判定                      | K-1 Gladiators 【ISKAムエタイ世界スーパーヘビー級タイトルマッチ】      | 2009年11月21日 |
| ○    | マイク・シェパード             | 1RKO                             | K-1 FIGHT NIGHT ISKA WM KAMPF ISKA FRAUEN EM KAMP                      | 2009年6月27日  |
| ○    | Daniel Torok                   | TKO                              | K-1 Rules Fight Night 2008                                             | 2008年10月     |
| ○    | Francesco Ambrosio             | 1R KO                            | ?                                                                      | ?              |
| ○    | ピーター・マエストロビッチ     | 3R終了 判定3-0                   | スイス                                                                 | 2008年2月9日   |
| ×    | アレクサンダー・ウスティノフ   | 3R終了 判定0-3                   | Battle of Champions, Moscow                                            | 2007年11月30日 |
| ○    | アレッサンドロ・ダムブロッシオ | 1R KO                            | Night of Fighters                                                      | 2007年10月27日 |
| ×    | ポール・スロウィンスキー       | 判定                             | XPLOSION マカオ                                                        | 2006年11月11日 |
| ○    | ティメロ・マピュータ           | 3R KO                            | African Bomba-Yaa                                                      | 2006年10月14日 |
| ×    | ポール・スロウィンスキー       | 判定                             | スイス                                                                 | 2006年5月26日  |
| ×    | カール・グリシンスキー         | 判定                             | ?                                                                      | ?              |
| ×    | ヴィタリ・オフラメンコ         | 判定                             | K-1 WORLD CHAMPION SHIPS                                               | 2004年9月18日  |
| ○    | マーティン・ホルム             | 3R終了 判定3-0                   | K-1 WORLD GP 2004 in NAGOYA                                            | 2004年6月6日   |
| ×    | アーネスト・ホースト           | 3R終了 判定0-3                   | K-1 WORLD GP 2004 in SAITAMA                                           | 2004年3月27日  |
| ○    | ピーター・グラハム             | 5R終了 判定                      | KINGS OF THE RINGKINGS                                                 | 2004年3月6日   |
| ○    | シーン・プルヤック             | 判定                             | K-1 FINAL FIGHT                                                        | 2003年9月12日  |
| ×    | ジェレル・ヴェネチアン         | 延長R終了 判定0-3                | K-1 WORLD GP 2003 in Basel【準決勝】                                   | 2003年5月30日  |
| ○    | ユルゲン・クルト               | 延長R終了 判定2-1                | K-1 WORLD GP 2003 in Basel【1回戦】                                    | 2003年5月30日  |
| ×    | ピーター・マエストロビッチ     | 延長R終了 判定0-2                | K-1 CROATIA GRAND PRIX 2002【決勝】                                    | 2002年4月13日  |
| ○    | シーン・プルヤック             | 3R終了 判定2-0                   | K-1 CROATIA GRAND PRIX 2002【準決勝】                                  | 2002年4月13日  |
| ○    | ドラガン・ヨバノビッチ         | 3R TKO                           | K-1 CROATIA GRAND PRIX 2002【1回戦】                                   | 2002年4月13日  |
| ○    | サミール・ベナゾーズ           | 延長R終了 判定3-0                | K-1 WORLD GP 2001 in NAGOYA                                            | 2001年7月20日  |
| ×    | アーネスト・ホースト           | 判定                             | 2H2H - Simply The Best【K-1ルール】                                    | 2001年3月18日  |
| ×    | ユルゲン・クルト               | 3R KO                            | K-1 GRAND PRIX EUROPE 2000【決勝】                                     | 2000年9月1日   |
| ○    | マーク・デ・ウィット           | 2R KO                            | K-1 GRAND PRIX EUROPE 2000【準決勝】                                   | 2000年9月1日   |
| ○    | ピーター・ハモシ               | 1R KO                            | K-1 GRAND PRIX EUROPE 2000【1回戦】                                    | 2000年9月1日   |
| ○    | サミール・ベナゾーズ           | 判定3-0                          | K-1 FIGHT NIGHT 2000                                                   | 2000年6月3日   |
| ×    | ステファン・レコ               | 3R終了 判定0-2                   | K-1 THE MILLENNIUM                                                     | 2000年4月23日  |
| ×    | アーネスト・ホースト           | 5R終了 判定0-3                   | K-1 GRAND PRIX '99 開幕戦 【1回戦】                                    | 1999年10月3日  |
| ○    | ロイド・ヴァン・ダム           | 延長R終了 判定3-0                | K-1 BRAVES '99 〜グランプリへの道〜 【決勝】                           | 1999年6月20日  |
| ○    | ミルコ・クロコップ             | 延長R終了 判定3-0                | K-1 BRAVES '99 〜グランプリへの道〜 【準決勝】                         | 1999年6月20日  |
| ○    | シニサ・アンドリヤセビッチ     | 3R 2:33 TKO（ドクターストップ）  | K-1 BRAVES '99 〜グランプリへの道〜 【1回戦】                          | 1999年6月20日  |
| ○    | カール・ベルナルド             | 2R 1:57 KO（レフェリーストップ） | K-1 FIGHT NIGHT 1999                                                   | 1999年6月5日   |
| △    | カークウッド・ウォーカー       | 5R終了 判定1-0                   | K-1 DREAM '98 〜7対7全面対抗戦〜                                       | 1998年7月18日  |
| ×    | ロブ・ファン・エスドンク       | 1R 2:39 TKO（ドクターストップ）  | K-1 FIGHT NIGHT 1998【準決勝】                                         | 1998年6月6日   |
| ○    | マッテオ・ミノンジオ           | 3R+延長R終了 判定                | K-1 FIGHT NIGHT 1998【1回戦】                                          | 1998年6月6日   |

## 獲得タイトル
- K-1 BRAVES '99 トーナメント 優勝
- WKNムエタイ世界スーパーヘビー級王座
- WKAムエタイ欧州スーパーヘビー級王座
- ISKAムエタイ世界スーパーヘビー級王座